# Augusto Novaro
Augusto Novaro Novaro (Ciudad de México, 3 de enero de 1891 - 1960) fue un compositor y teórico musical mexicano que enfocó su investigación en sistemas de afinación alternos al sistema igual de doce tonos utilizado predominantemente en occidente, los cuales desarrolló en varios de sus tratados publicados durante la primera mitad del siglo XX. De la misma manera, realizó el diseño y construcción de diversos instrumentos para la ejecución de sus afinaciones temperadas.

## Biografía
Novaro nació en Tacubaya, D.F., el 3 de enero de 1891, aunque pasó su infancia en Oaxtepec, Morelos, entorno que tuvo influencia importante dentro de su percepción sonora y acercamiento al sonido.
Durante su adolescencia comenzó su formación autodidacta en la música, mismo acercamiento que tuvo para la ciencia acústica. Paralelamente, ejercía como linotipista para obtener ingreso económico, profesión que tomó importancia en su vida adulta, ya que de esta manera logró imprimir sus tratados e investigaciones relacionadas con el sonido.